# قورباغه گوجه‌ای
قورباغه گوجه‌ای (نام علمی: Dyscophus) نام یک سرده از تیره قورباغه‌های دهان‌باریک است.